# Yataity del Norte
Yataity del Norte es una ciudad paraguaya situada en el extremo sur del departamento de San Pedro. No tuvo una fundación definida, con el tiempo fue albergando pobladores, quienes eran en gran mayoría personas que buscaban un lugar para esconderse de la revolución de 1947, quienes vinieron de pueblos cordilleranos como Primero de Marzo.
En el año 1972 se independizó del distrito de Unión, logrando así su distritación. Si bien la mayoría de los pobladores son de origen hispana, hay un importante número de habitantes de origen italiana. Como la mayoría de los pueblos que nacieron y crecieron al costado de la ruta, es una comunidad laboriosa, que centra su actividad en el comercio y en la producción agrícola.

## Geografía
El distrito tiene unos 496 km², y se ubica a 205 km al noreste de Asunción. Por sus características generales de esas tierras, gran parte de la zona son aptas para las actividades agrícolas, ganaderas. Su relieve está configurado por terrenos bajos, anegadas lagunas, y cursos de agua, que facilitan la formación de esteros.
Limita al norte con San Estanislao; al sur y este con el Departamento de Caaguazú, separado por el arroyo Tapiracuái; y al oeste con Unión. Yataity del Norte se encuentra bañado por las aguas de los arroyos Pindó y Tapirakuâi.

## Clima
El clima de Yataity del Norte es húmedo y lluvioso, la humedad relativa es del 70 al 80 %. La media es de 23 °C, la máxima en verano oscila los 35 °C y la mínima los 10 °C. En cuanto a las precipitaciones habrá que resaltar que asciende normalmente a 1.300 mm por año, en el mes de febrero se registran las mayores precipitaciones y en el mes de julio las menores precipitaciones registradas.

## Demografía
Cuenta con 10 113 habitantes, según datos oficiales del censo paraguayo de 2022.
El distrito se divide en compañías rurales y barrios urbanos. Su área urbana se divide en los barrios 6 de Enero, San Francisco, Sagrada Familia, San José
e Inmaculada Concepción. Las compañías rurales son: Calle Colorado, 12 de Junio, 16 de Julio, Guasu Retâ, San José Yvype'i, Santo Domingo, Nueva Alianza, San Jorge, Urunde'y, Santa Lucía, Jaula Kue, San Felipe, Ysau, 25 de Diciembre, Barrero Pytâ, San Miguel, Guavirá, San Juan, San Blás, Santo Domingo, María Axiliadora e Itá Kuatiá.

## Economía
La economía del distrito, es esencialmente agropecuaria, ocupando un lugar preponderante en producción de ganado vacuno, lo mismo que su agricultura se ha incrementado considerablemente gracias a la fertilidad de su suelo, es un importante centro de actividad ganadera que incluye la producción bovino, equino, porcino, ovino.
En la agricultura en el distrito existen cultivos de horticultura, naranja agria y naranja dulce, banana, girasol, yerba mate, mandioca.
Un 63,3 % de la población del departamento es pobre y aunque el resto de la población no sea considerada pobre, las carencias son muy marcadas, su ingreso promedio mensual por familia, equivale a la suma de guaraníes 490.812, lo que representa por persona un ingreso promedio mensual de guaraníes 89.573. La parte de servicios también se ha incorporado mucho a través de los tiempos en la ciudad, restaurantes, balnearios con discotecas, y un mini hotel, en el centro de la ciudad

## Infraestructura
Se puede acceder a la ciudad por la Ruta PY08, los otros caminos existentes en el distrito se encuentran sin pavimento, los caminos carecen totalmente de algún tipo de pavimentación. Actualmente este distrito cuenta con servicios de transporte público, servicios interdistritales y servicios periódicos hasta la capital del país, Ciudad del Este, Pedro Juan Caballero, Brasil y Argentina.
Posee un puesto de salud pública con cinco Doctores y también cuenta con dos clínicas privadas en el centro de la ciudad. En materia de comunicación magnética, la mayor parte poseen servicios de telediscados y en la actualidad con sistemas satelitales. También posee la radio Portal Del Norte FM 90.9, de buen alcance en todo el distrito.
Actualmente cuenta con la Universidad del Guairá, el cual ofrece a sus alumnos carreras como Agronomía, Enfermería y Ciencias de la Educación, a pesar de aún no estar funcionando en un local propio hay una gran concurrencia de alumnos de toda la ciudad.